# Werner von Linde
Werner von Linde (* 6. Januar 1904; † 4. Juli 1975) war ein deutscher Sportler und Sportfunktionär.

## Sportliche Karriere
Werner von Linde war aktiv in der Leichtathletik insbesondere im Zehnkampf, beim Rudern und im Rugby. International war er im Reservekader für die Olympischen Sommerspiele 1936. 
Als Sportfunktionär war er in der Leichtathletikabteilung des TSV 1860 München aktiv und baute diese nach dem 2. Weltkrieg wieder mit auf.
1952 übernahm er die Leitung der Bayerischen Landesgruppe der Deutschen Olympischen Gesellschaft von Bernhard Scheublein. Nach den Olympischen Sommerspielen 1972 war er im Aufsichtsrat der Olympiapark München AG.

## Sonstiges
Er war im Vorstand bei der Siemens & Halske AG.
Nach ihm benannt ist die Werner-von-Linde-Halle in München bzw. das Werner-von-Linde-Sportfest des TSV 1860 München.
Sein Sohn ist Albrecht von Linde.